# 파푸아저지대모자이크꼬리쥐
파푸아저지대모자이크꼬리쥐 또는 긴코모자이크꼬리쥐(Paramelomys levipes)는 쥐과에 속하는 설치류의 일종이다. 파푸아뉴기니에서만 발견된다.